# 2010~2011년 남태평양 사이클론
이 문서에서는 2010년 7월 1일부터 2011년 6월 30일까지 발생하는 남태평양의 사이클론에 대해 기록한 문서이다. 남태평양 사이클론은 주로 11월 1일부터 이듬해 4월 30일까지 발생한다.

## 같이 보기
- 2011년 태풍
- 2010~2011년 오스트레일리아 근해 사이클론
- 2010~2011년 남서인도양 사이클론